# Fara u svatého Apolináře v Praze
Fara u sv. Apolináře v Praze 2 na Novém Městě stojí v ulici Apolinářská východně od kostela svatého Apolináře. Je chráněna jako nemovitá kulturní památka České republiky.

## Historie
Fara pro vikáře byla postavena v letech 1733–1734. Do té doby byl využíván kapitulní dům, který stavebně navazoval na kostel na jeho západní straně.

## Popis
Patrová dvoukřídlá stavba na půdorysu písmene „L“ má sedlovou střechu s pálenou taškovou krytinou. K severu obrácené hlavní průčelí je členěno třemi okenními osami. Obdélná okna jsou lemována šambránami s hlavním klenákem v ose. Průčelí je zakončeno profilovanou korunní římsou. Sklep má opukové zdivo a je valeně klenutý; zdivo klenby je cihelné. Na severní straně má fara čtvercový přístavek vstupu a na něm terasu, na jižní straně je zahrada. Interiér fary je novodobě upraven. Dochovalo se kamenné schodiště s litinovým zábradlím a klenební pas v místnosti přízemí.